# Nicolás Salmerón

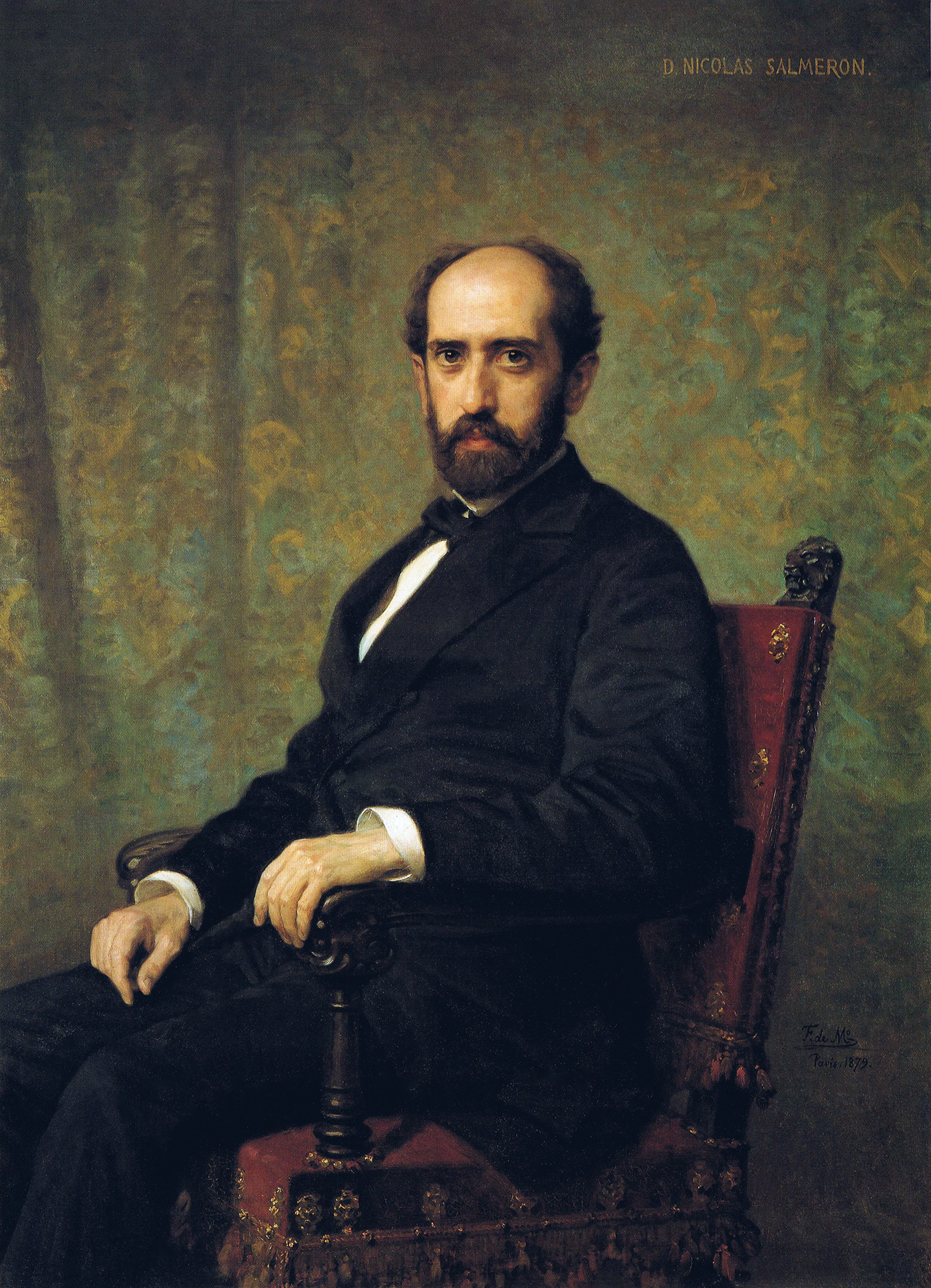
Nicolás Salmerón.

Nicolás Salmerón y Alonso (Alhama de Almería, 10 april 1838 - Pau, 20 september 1908) was een Spaans politicus die van 13 juli tot en met 8 september 1873 de derde president was van de Eerste Spaanse Republiek.

## Levensloop

### Universiteitsloopbaan
Salméron deed zijn middelbare-schoolopleiding in Almería en studeerde vervolgens rechtswetenschappen en filosofie aan de Universiteit van Granada en aan de Complutense-universiteit van Madrid. Hij werd daarna assistent-docent aan de eliteschool San Isidoro in Madrid en had dezelfde functie op de faculteit Filosofie en Literatuur aan de Universiteit van Madrid.
Na zijn promotie werd Salmerón in 1864 docent in de wereldgeschiedenis aan de Universiteit van Oviedo, maar bleef vooral actief aan de Universiteit van Madrid. Aan deze universiteit werd hij in 1866 docent in de metafysica. In die periode werd Salmerón ook meer en meer beïnvloed door het krausisme en ook door het positivisme.

### Politiek en publiciteit
Binnen de politiek behoorde Salmerón tot de aanhangers van de republikeinen en in de jaren 1860-1862 werd hij als redacteur van de republikeinse krant La Discusión en later van de krant Democracia van Emilio Castelar. In 1865 werd hij lid van het Democratisch-Republikeins Comité van Madrid. In zijn krantenartikelen en voordrachten toonde hij zich een aanhanger van de ideeën van de Democratische Partij. In 1868 werd hij als samenzweerder vervolgd en voor vijf maanden gevangen gehouden totdat koningin Isabella II in september 1868 na een revolutie werd afgezet en er een tijdelijke regeringsjunta kwam. In 1871 werd hij verkozen in de Cortes Generales.

### Eerste Spaanse Republiek
Nadat in 1873 de nieuwe Spaanse koning Amadeus ook afgezet werd en de Eerste Spaanse Republiek uitgeroepen werd, werd Salmerón onder president Estanislao Figueras minister van Justitie en onder president Francisco Pi y Margall voorzitter van de Cortes. Uiteindelijk werd Salmerón op 18 juli 1873 zelf president, maar toonde zich onmachtig bij opstanden in het zuiden en in het noorden van Spanje. Toen hij opstandelingen niet de doodstraf wou geven zoals in de oorlogswetten stond, werd hij op 8 september 1873 alweer ontslagen. Onder de volgende president, Emilio Castelar, werd hij opnieuw voorzitter van de Cortes.
Tegenover Castelar, die een duidelijke politiek van een herstelling van het regeringsgeweld bij nationale opstanden voerde, voerde Salmerón al gauw duidelijke oppositie. Toen begin januari 1874 door een grote meerderheid het ontslag van Castelar eisten, werden zowel Castelar als Salmerón na een staatsgreep door generaal Manuel Pavía van de macht ontslagen. Vervolgens werd Salmerón opnieuw docent, maar na de staatsgreep van generaal Arsenio Martínez Campos, waarbij de Spaanse monarchie werd hersteld, verloor hij op 30 december 1874 ook deze functie.

### Restauratie
Vervolgens begaf Salmerón zich naar Parijs, waar hij universiteitsprofessor werd. In 1884 werd hij als docent echter opnieuw naar Madrid geroepen. In Spanje trad hij in de politiek toe tot de gematigde republikeinen en zette zich enerzijds in voor de vereniging van de Spaanse republikeinen en anderzijds voor de invoering van het algemeen stemrecht, dat in 1890 effectief gebeurde in Spanje. Na de Spaanse nederlaag bij de Spaans-Amerikaanse Oorlog in 1898, streefde hij hevig, maar zonder succes voor de afschaffing van de Spaanse monarchie. In 1903 stichtte hij samen met Alejandro Lerroux de partij Unión Republicana, waarmee zijn droom om alle Spaanse republikeinen te verenigen uitkwam. Toch verliet Salmerón in 1906 de partij om de Catalaanse partij Solidaridad Catalana op te richten.
- Biblioteca Nacional de España: XX987455
- Bibliothèque nationale de France: cb169388845 (data)
- Catàleg d'autoritats de noms i títols de Catalunya: 981058529526206706
- CiNii: DA14335233
- Gemeinsame Normdatei: 137263937
- International Standard Name Identifier: 0000 0001 1620 679X
- Library of Congress Control Number: no94003073
- Nationale Bibliotheek van Tsjechië: skuk0004978
- SNAC: w65b211f
- Système universitaire de documentation: 077345436
- Virtual International Authority File: 36491957
- WorldCat: E39PBJv4rmTrJVJbG6JV7vWVYP